# 알프 프뢰위센
알프 프뢰위센(노르웨이어: Alf Prøysen, 1914년 7월 23일 ~ 1970년 11월 23일)은 노르웨이의 동화작가, 가수로 본명은 알프 올라프센(노르웨이어: Alf Olafsen)이다. 유명한 작품으로 《호호 아줌마》(노르웨이어: Teskjekjerringa)가 있다.